# Beechcraft T-34 Mentor
Beechcraft T-34 Mentor – amerykański wojskowy samolot szkolno-treningowy, produkowany w latach 1953–1959 przez firmę Beechcraft. Samolot bazuje na cywilnym modelu Beechcraft Bonanza.

## Użytkownicy
- Algieria
- Argentyna
- Boliwia
- Chile
- Dominikana
- Ekwador
- Filipiny
- Francja
- Gabon
- Grecja
- Hiszpania
- Indonezja
- Japonia
- Kanada
- Kolumbia
- Maroko
- Meksyk
- Peru
- Tajwan
- Salwador
- Stany Zjednoczone
- Urugwaj
- Wenezuela